# موتور احمد افشار
موتور احمد افشار یک منطقهٔ مسکونی در ایران است که در دهستان ارزوئیه واقع شده‌است. موتور احمد افشار ۲۳ نفر جمعیت دارد.